# Wijngaarden
Wijngaarden est un village qui fait partie de la commune de Molenlanden dans la province néerlandaise de Hollande-Méridionale.
Wijngaarden a été une commune indépendante jusqu'au 1er janvier 1986. Elle a fusionné avec Bleskensgraaf en Hofwegen, Brandwijk, Goudriaan, Molenaarsgraaf, Ottoland et Oud-Alblas pour former la nouvelle commune de Graafstroom.